# Tara Duncan
Tara Duncan es una serie de televisión francesa basada en los libros "Tara Duncan" escritos por Sophie Audouin-Mamikonian. La cabecera está cantada por Dania Giò. La serie trata de una joven conjuratriz que con ayuda de sus  amigos, Cal,Sparrow y Robin, tienen que salvar Rosamundo (La Tierra) de enemigos como vampiros, hombres lobo, arpías, etc. 
Se está preparando una segunda temporada.

## Sinopsis
La magia y la fantasía inundan la vida de la adolescente Tara Duncan y la de sus inseparables amigos, Cal y Sparrow. Juntos forman el Equipo Alpha, encargado de cumplir la importante misión de velar por la seguridad de la Tierra. Los tres jóvenes, dotados con increíbles poderes mágicos, viven en la Tierra y deben evitar que los humanos se enteren de que la magia realmente existe. También tienen la misión de ocultar la existencia de "Otro Mundo", en el que viven temibles criaturas como vampiro, hombres lobo,arpías y otras criaturas, que tratarán de atacar a Tara, sus amigos Robin, y a los habitantes de la Tierra. Un gran dragón azul, Chen, guardián del planeta Tierra y creador del Equipo Alpha, será quien les guíe en sus peligrosas aventuras.

## Personajes

### Principales
- Tara Duncan: De nombre completo en los libros: Tara'tylanhnem Tal Barmi Ab Santa Ab Maru Tal Duncan. Es una joven blanca, rubia y de ojos azules, de 17 años. Es una conjuratriz que vive en La Isla De Rosamundo (En La Tierra), en una mansión lujosa con su abuela Isabella y su bisabuelo Manitou. Es la líder del Equipo Alfa, un equipo de 3 guardianes encargados de proteger el planeta Tierra de seres alienígenas conquistadores de planetas. Su animal guardián y acompañante es un pegaso llamado Galant. En los libros Tara cuenta con 2 hermanos gemelos pequeños (Gary y Marcus). Tara en apariencia es muy parecida a Cornelia de la serie W.I.T.C.H.

- Sparrow: De nombre real Gloria Daavil, alias Moineau en francés. Es una joven morena, de pelo castaño(pelo rosa en la serie de 2022)y rizado, de( ojos verdes en la serie de 2022)ojos cafés, en la serie se menciona que también tiene 17 años, es la más baja en estatura del equipo. Trabaja en una tienda de animales. Es un conjuratriz que cuenta con doble esencia, generalmente es humana pero cuando sufre fuertes sentimientos como rabia, ira... o cuando la asustan, se transforma en una bestia gigante y peluda. Viene de Otromundo y vive con su mejor amiga Tara en la mansión. Sparrow cuenta con una tigresa albina como animal protector y acompañante llamada Sheeba (Shiba). Está enamorada de un "nomag" (un ser no mágico), Edward. Es una integrante del Equipo Alfa. En los libros, Sparrow debe su nombre (Moineau) al hecho de que al principio al hablar tartamudeaba.  Además de que, al contrario que en la serie, en los libros, Sparrow y Fabrice son pareja.

- Cal: De nombre completo: Calibán Dal Salán. Es un joven blanco, de cabello negro y ojos grises de 17 años. Trabaja en un videoclub. Se formó en Otro mundo en una escuela de ladrones como guardián y ladrón y bajo el nombre de: Jefe de los ladrones, se dice que es el mejor de ellos. Se le puede considerar mujeriego, ya que va detrás de todas las chicas guapas, pero muestra principalmente aún más interés en Tara y Pero más interés amoroso por Tara.Es el tercer y último integrante del equipo Alfa. Vive con Tara y Sparrow en la mansión. Cal cuenta con un zorro blanco y rojo llamado Blondy como animal guardián y acompañante. Está celoso de Robin,y además de ser muy guapo integrante y líder del Equipo Beta. Considera a Tara como su mejor amiga, al igual que a Sparrow.En los libros Tara y Cal se casan y tienen dos hijos gemelos.

### Secundarios
- Robin Mangil: Es un joven guapísimo semi-elfo albino. Líder e integrante del Equipo Beta. Siente un interés amoroso por Tara Duncan y se une al equipo de Tara,Cal,Sparrow y a veces Fafnir en sus fantásticas aventuras.

- Fafnir Forgeafeux: Es una joven pelirroja miembro del Equipo Beta. Es conocida como la "enana guerrera", es alérgica a la magia, cuando la usa le salen granos, Robin y Fabrice se burlan de ella por eso a veces. Además tiene el poder especial de "Pasa murallas".

- Fabrice De Besois-Giron: Pronunciado como Fabrichi. Es un joven rubio, tercer y último integrante del Equipo Beta. Antes era un simple conjurador pero tuvo la mala suerte de que un hombre lobo le mordió y transformó en un medio hombre lobo, su relación con el hombre lobo que le transformó es el de "hermanos de colmillos". Tara considera a Fabrice como un hermano ya que en un capítulo le llama hermanito.

- Isabella: Es la abuela materna de Tara. Es una conjuratriz. Tiene 76 años, se sabe ya que en un capítulo rejuvenece 60 años y dice tener 17. Vive con su padre Manitou y el Equipo Alfa en la mansión. En un capítulo se enamora de un hombre que le envía cartas de amor, más tarde descubre al "semchanach" que le envía cartas y tras enviarle de vuelta a la cárcel de Otromundo muestra interés por el profesor de Literatura de Tara, el señor Spat, quien a su vez cae rendido ante la mirada de Isabella.

- Manitou: Pronunciado como Manitu. Es el bisabuelo de Tara. Tiene más de 100 años. Se transformó en perro por razones desconocidas. Vive con su hija y el Equipo Alfa en la mansión. Sigue siendo tan listo como cuando era una persona pero ha desarrollado algunos instintos y necesidades de perro.

- Sandra: Es la "enemiga" humana de Tara. Es una joven blanca de pelo moreno, muy creída. Estudia con su mejor amiga Livia en la misma clase que Tara. Está enamorada de los gemelos Christoph y ve a Tara como una amenaza ya que esta juega en el mismo equipo de Basket que ellos.

- Livia: Es la mejor amiga de Sandra. Es una joven rubia con gafas. En varios capítulos demuestra estar enamorada de Cal. Siempre parece estar con Sandra y hace todo lo que ella le manda.

- Gemelos Christoph: Jérèmy y Jordan. Compañeros de clase además de compañeros de baloncesto de Tara.

- Edward: Compañero de clase de Tara. Está enamorado de Sparrow y enemigo de Cal.

- Maestro Chem: Es un anciano dragón azul, vigilante de la puerta bidimensional. Considera a Tara como la más bella, más poderosa, mejor y más buena de sus conjuratrices. No tiene buenas migas con Isabella aunque a veces se ponen de acuerdo en cosas de sentido común o necesidades urgentes.

Semchanachs
- Arpías: Son mujeres pájaro, malvadas, que ambicionan el oro y las joyas. Hay algunas "buenas" como se demuestra en el capítulo 16.

- Sirenas: Lorelei, Aquophonis. Loerelei era amiga de Call. Tiene voces puras y cristalinas, aunque hay excepciones. Algunas pueden pasar de humanos a sirenas.

- Vampiros: Cyrano, Selemba. Algunas son malvados pero también los hay que están aliados con el maestro Chen, y no desean invasiones o guerras, "en un principio".

- Hombres-Lobo: Mama Fratelli, Licaos. Algunos son malvados pero la mayoría parecen tener un gran sentido de la manada y el compañerismo como se ve en capítulo 'Hermanos de colmillos'.

- Elfos: Ambrot. Robin del equipo beta es medio elfo, su padre 'Dandilus Mangil' es jefe de la agencia de los servicios secretos de los elfos.

## Episodios

### Versión 2010
- 1. La Sirena Muda
- 2. Mis mejores amigos
- 3. El cetro oculto
- 4. La fiebre del Oro
- 5. El unicornio descornado
- 6. Hermano de Colmillos
- 7. Alta costura
- 8. El honor del Maestro Chem
- 9. El espejo de la juventud
- 10. Mi conjuradora odiada
- 11. Sirena a su pesar
- 12. Robin de los Elfos
- 13. El collar de diamantes
- 14. Cyrano de Otro-mundo
- 15. La mirada de Claire
- 16. Cursillo de verano
- 17. Los cuatro Pergaminos
- 18. Corazón de piedra
- 19. Asalto a la mansión
- 20. La copa de la invulnerabilidad
- 21. Como por arte de magia
- 22. La vigilante de mi corazón
- 23. El oro y la dragona
- 24. Granos y pústulas
- 25. Canción para mascotas
- 26. El pequeño vampiro malvado

### Versión 2022
|+ Nota En Disney Channel (Latinoamérica) se terminó hasta 40 por el momento falta los otros episodios 12 episodios , mientras tanto en Streaming de Disney+ es tanto la mitad de los episodios pero por otro lado en TV aun falta. Clan TVE RTVE
| 1            | «Otro Mundo» «Otherworld»                                    | 2022 | 4 de marzo de 2024       | 101 |
| 2            | «El árbol embrujado» «The Cursed Tree»                       | 2022 | 5 de marzo de 2024       | 102 |
| 3            | « La bestia de Lowcospeed» «The Lowcospeedian Beast»         | 2022 | 6 de marzo de 2024       | 103 |
| 4            | «Los colores» «The Colours»                                  | 2022 | 7 de marzo de 2024       | 104 |
| 5            | «Las vacas de oro» «The Golden Cows»                         | 2022 | 8 de marzo de 2024       | 105 |
| 6            | «La hermosa ave» «The Gorgeous Bird»                         | 2022 | 11 de marzo de 2024      | 106 |
| 7            | «La planta de camelin» «The Camelin Plant»                   | 2022 | 12 de marzo de 2024      | 107 |
| 8            | «Los Spatchoons» «The Spatchoons»                            | 2022 | 13 de marzo de 2024      | 108 |
| 9            | «El báculo de los centauros» «The Centaur's Staff»           | 2022 | 14 de marzo de 2024      | 109 |
| 10           | «Fafnir» «Fafnir»                                            | 2022 | 15 de marzo de 2024      | 110 |
| 11           | «Los Magicazes» «The Magicazes»                              | TBA  | 17 de junio de 2024      | 111 |
| 12           | «El libro que lo sabe todo» «The Book That Knows Everything» | TBA  | 18 de junio de 2024      | 112 |
| 13           | «Bebé Chem» «Baby Chem»                                      | TBA  | 19 de junio de 2024      | 113 |
| 14           | «Los enanos guerreros» «The Warrior Dwarves»                 | TBA  | 20 de junio de 2024      | 114 |
| 15           | «El violinista» «The Violinist»                              | TBA  | 21 de junio de 2024      | 115 |
| 16           | «La Memorus» «The Memorus»                                   | TBA  | 24 de junio de 2024      | 116 |
| 17           | «Angélica, la entrenadora» «Coach Angelica»                  | TBA  | 25 de junio de 2024      | 117 |
| 18           | «Castillo de galletas» «Cookie Castle»                       | TBA  | 26 de junio de 2024      | 118 |
| 19           | «El Tornado» «The Tornado»                                   | TBA  | 27 de junio de 2024      | 119 |
| 20           | «Sheeba la miedosa» «Scaredy Sheeba»                         | TBA  | 28 de junio de 2024      | 120 |
| 21           | «El báculo del Maestro Chem» «Master Chem's Staff»           | TBA  | 2 de septiembre de 2024  | 121 |
| 22           | «La poción» «The Potion»                                     | TBA  | 3 de septiembre de 2024  | 122 |
| 23           | «La pintura» «The Painting»                                  | TBA  | 4 de septiembre de 2024  | 123 |
| 24           | «Gran Maestro ofrece empleo-» «Magister Hires»               | TBA  | 5 de septiembre de 2024  | 124 |
| 25           | «Tara en el trono» «Tara on the Throne»                      | TBA  | 6 de septiembre de 2024  | 125 |
| 26           | «¿Donde está el mineral?» «Where is the Ore?»                | TBA  | 9 de septiembre de 2024  | 126 |
| 27           | «El elfo encubierto» «The Elf on the Cover»                  | TBA  | 10 de septiembre de 2024 | 127 |
| 28           | «El poder de las flores» «Flower Power»                      | TBA  | 11 de septiembre de 2024 | 128 |
| 29           | «Galla adolescente» «Teenage Galla»                          | TBA  | 12 de septiembre de 2024 | 129 |
| 30           | «El auto» «The Car»                                          | TBA  | 13 de septiembre de 2024 | 130 |
| 31           | «Meme vs. Lowcospeed» «Meme vs Lowcospeed»                   | TBA  | 16 de septiembre de 2024 | 131 |
| 32           | «Fafnir y la magia» «Fafnir and Magic»                       | TBA  | 17 de septiembre de 2024 | 132 |
| 33           | «Los jardineros» «The Gardeners»                             | TBA  | 18 de septiembre de 2024 | 133 |
| 34           | «La tetera» «The Teapot»                                     | TBA  | 19 de septiembre de 2024 | 134 |
| 35           | «Fafnir compite» «Fafnir Races»                              | TBA  | 20 de septiembre de 2024 | 135 |
| 36           | «Blondin oscuro» «Dark Blondin»                              | TBA  | 23 de septiembre de 2024 | 136 |
| 37           | «Los diarios» «The Diaries»                                  | TBA  | 24 de septiembre de 2024 | 137 |
| 38           | «Lady Kali regresa-» «Lady Kali Returns»                     | TBA  | 25 de septiembre de 2024 | 138 |
| 39           | «Intercambiados» «Exchanged»                                 | TBA  | 26 de septiembre de 2024 | 139 |
| 40           | «El ave dorada» «The Great Golden Bird»                      | TBA  | 27 de septiembre de 2024 | 140 |
| Por estrenar |                                                              |      |                          |     |
| 41           | «TBA» «Egg-Cellent»                                          | TBA  | 9 de diciembre de 2024   | 141 |